# Награды Орловской области
Награды Орловской области — награды субъекта Российской Федерации учреждённые В соответствии с Законом Орловской области от 31 января 2013 года N 1455-ОЗ «О наградах в Орловской области».
Награды Орловской области учреждены, как декларируется учредителями, для морального стимулирования (награждения) людей и коллективов за выдающиеся заслуги, получившие широкое общественное признание, способствующие развитию и повышению авторитета Орловской области, росту благосостояния её населения. 
Наградами Орловской области являются:
- звание «Почётный гражданин Орловской области»;

- памятная медаль «Многодетная семья Орловской области»;

- почетное звание Орловской области «Населенный пункт воинской доблести».

В систему наград Орловской области также входят:
- награды Губернатора Орловской области;

- награды Орловского областного Совета народных депутатов;

- награды Правительства Орловской области;

- награды органов исполнительной власти специальной компетенции Орловской области;

- награды государственных органов Орловской области[1].

## Виды наград Орловской области

### Награды Орловской области
| Изображение награды | Наименование награды                                                   | Дата учреждения      | Правила награждения | Источник |
| ------------------- | ---------------------------------------------------------------------- | -------------------- | --- | --- |
|                     | Звание «Почётный гражданин Орловской области»                          | 07 октября 2003 года | Присвоение звания «Почётный гражданин Орловской области» является высшей степенью признания заслуг гражданина перед Орловской областью и её населением. Основаниями для присвоения звания «Почётный гражданин Орловской области» являются: - совершение мужественных и героических поступков при исполнении служебного и (или) гражданского долга на территории Орловской области и (или) во благо Орловской области и Российской Федерации; - личные заслуги по защите прав и законных интересов жителей Орловской области, а также по сохранению исторического и культурного наследия Орловской области; - авторитет лица у жителей Орловской области, приобретенный длительной и плодотворной общественной, культурной, научной, политической, хозяйственной, а также иной деятельностью с выдающимися конкретными и полезными результатами для Орловской области. | Закон Орловской области от 07 октября 2003 года № 354-ОЗ «О почётном гражданине Орловской области» (с изменениями на 13 июля 2022 года)                                   |
|                     | Памятная медаль «Многодетная семья Орловской области»                  | 06 июня 2013 года    | ...Вновь зарегистрированная многодетная семья награждается памятной медалью «Многодетная семья Орловской области» с вручением диплома к памятной медали «Многодетная семья Орловской области». Награждение памятной медалью производится на основании указа Губернатора Орловской области. Памятная медаль вручается в торжественной обстановке Губернатором Орловской области и Председателем Орловского областного Совета народных депутатов. Награждение производится на ближайшем после регистрации многодетной семьи мероприятии, посвященном празднованию Международного дня семьи (15 мая) или Дня матери (последнее воскресенье ноября). Награждение памятной медалью производится один раз. | Закон Орловской области от 06 июня 2013 года № 1491-ОЗ «О внесении изменений...»                                                                                          |
|                     | Почётное звание Орловской области «Населенный пункт воинской доблести» | 06 апреля 2015 года  | Почётное звание Орловской области «Населенный пункт воинской доблести» присваивается населённым пунктам, на территории которых проходили ожесточенные сражения, в ходе которых защитники Отечества проявили мужество, стойкость и героизм. Почётное звание не присваивается городам, которым в соответствии с законодательством Российской Федерации присвоено почётное звание Российской Федерации «Город воинской славы». Почётное звание является высшей степенью признательности жителей Орловской области. | Закон Орловской области от 06 апреля 2015 года № 1766-ОЗ «О почётном звании Орловской области "Населенный пункт воинской доблести"» (с изменениями на 2 ноября 2021 года) |

### Наградные знаки Губернатора Орловской области
| Изображение награды | Наименование награды                                                                       | Дата учреждения      | Правила награждения | Источник |
| ------------------- | ------------------------------------------------------------------------------------------ | -------------------- | --- | --- |
|                     | Почетный знак «За эффективную инвестиционную деятельность в Орловской области»             | 14 июня 2010 года    | Награждаются граждане Российской Федерации, иностранные граждане, предприятия, учреждения, организации всех форм собственности за активную и эффективную инвестиционную деятельность, способствующую росту производственного потенциала и социально-экономическому развитию Орловской области. | Указ Губернатора Орловской области от 14 июля 2010 года № 182 "О Почётном знаке «За эффективную инвестиционную деятельность в Орловской области»" (в редакции Указа Губернатора Орловской области от 18.04.2016 № 190) --- Награды Орловской области |
|                     | Знак признания особых заслуг перед Орловской областью «Гордость и Слава Орловщины»         | 30 декабря 2021 года | Высшая награда Губернатора Орловской области за особые достижения в социально-экономическом, научно-техническом и промышленном развитии региона, государственном и муниципальном управлении, защите прав человека, укреплении обороноспособности, законности и правопорядка, общественной и иных областях деятельности, направленной на достижение благополучия и процветания Орловской области. Награждаются знаком граждане Российской Федерации, ранее награжденные государственными наградами РФ или государственными наградами СССР. Кроме самого знака признания особых заслуг перед Орловской областью «Гордость и Слава Орловщины» вручается удостоверение к нему и единовременное денежное поощрение, размер которого устанавливается Губернатором Орловской области.                | Указ Губернатора Орловской области --- Награды Орловской области |
|                     | Знаки отличия «За заслуги перед Орловской областью»                                        | 30 декабря 2021 года | Знак отличия «За заслуги перед Орловской областью» является формой поощрения граждан и коллективов организаций за выдающиеся заслуги в социально-экономическом развитии региона, научно-исследовательской деятельности, укреплении обороноспособности, законности и правопорядка, общественной и благотворительной деятельности. Он имеет две степени: знак отличия «За заслуги перед Орловской областью» I степени и II степени. | Положение о Знаке отличия «За заслуги перед Орловской областью» --- Награды Орловской области |
|                     | Медаль Тургенева                                                                           | 30 декабря 2021 года | Эта награда является формой поощрения за заслуги в области культуры и искусства, просвещения, гуманитарных наук и литературы, большой вклад в изучение и сохранение культурного и исторического наследия Орловского края. Медалью награждают граждан Российской Федерации, иностранных граждан и коллективы организаций, ранее награжденных наградами Губернатора Орловской области, органов государственной власти Орловской области, при условии осуществления общественно-гуманитарной деятельности, как правило, не менее 10 лет. | Указ Губернатора Орловской области --- Награды Орловской области |
|                     | Медаль «За трудовые успехи»                                                                | 30 декабря 2021 года | Награда является формой поощрения за достигнутые трудовые успехи в сферах промышленности, строительства, науки, образования, здравоохранения, культуры, транспорта, жилищно-коммунального хозяйства и других областях трудовой деятельности в организациях региона. | Приложение к Указу Губернатора --- Награды Орловской области |
|                     | Медаль А. И. Курнакова                                                                     | 04 июня 2024 года    | Медалью Курнакова награждаются граждане Российской Федерации, иностранные граждане и коллективы организаций за заслуги в области изобразительного искусства, изучении и популяризации творческого наследия российского художника-живописца, народного художника СССР Андрея Ильича Курнакова. | Указ Губернатора Орловской области --- Награды Орловской области |
|                     | Знак отличия «Почетный наставник Орловской области»                                        | 20 июня 2023 года    | Знаком отличия награждаются граждане Российской Федерации — лучшие наставники молодёжи из числа высококвалифицированных работников промышленности и сельского хозяйства, транспорта, инженерно-технических работников, государственных и муниципальных служащих, учителей, преподавателей и других работников образовательных организаций, врачей, работников культуры и деятелей искусства и других отраслей, за личные заслуги в сфере наставничества на протяжении трёх и более лет. Обязательным условием для получения знака отличия является наличие у претендента наград органов государственной власти Орловской области либо органов местного самоуправления муниципальных образований Орловской области, организаций за заслуги в профессиональной или наставнической деятельности. | Указ Губернатора Орловской области --- Награды Орловской области |
|                     | Юбилейный знак «85 лет Орловской области»                                                  | 26 апреля 2022 года  | Юбилейный знак учрежден в честь 85-летия Орловской области в целях поощрения граждан и коллективов организаций за высокие достижения в трудовой деятельности, активное участие в социально-экономическом и культурном развитии региона. | Положение Указа Губернатора --- Награды Орловской области |
|                     | Юбилейная медаль «80 лет освобождения Орловской области от немецко-фашистских захватчиков» | 10 мая 2023 года     | Юбилейной медалью награждаются участники Великой Отечественной войны, освобождавшие Орловскую область от немецко-фашистских захватчиков, а также участники Великой Отечественной Войны, проживающие на территории региона. Медалью будут удостоены граждане РФ, иностранные граждане и коллективы организаций, внесшие большой вклад в патриотическое воспитание населения, оборонно-массовую и поисковую работы, увековечение памяти о Победе советского народа в Великой Отечественной войне и сражениях советских воинов на Орловской земле. | Указ Губернатора Орловской оласти --- Награды Орловской области |
|                     | Медаль «За помощь в специальной военной операции»                                          | 29 июня 2023 года    | Медалью будут награждать граждан Российской Федерации, иностранных граждан и коллективы организаций за помощь и всестороннюю поддержку, оказанную участникам специальной военной операции на территориях Украины, Донецкой Народной Республики, Луганской Народной Республики, Херсонской и Запорожской областей. | Указ Губернатора Орловской области --- Награды Орловской области |

#### Наградные знаки поощрения
| Изображение награды | Наименование награды                                   | Дата учреждения     | Правила награждения | Источник                                                         |
| ------------------- | ------------------------------------------------------ | ------------------- | --- | ---------------------------------------------------------------- |
|                     | Медаль Орловской области «За особые успехи в обучении» | 10 января 2023 года | Награда предназначена для поощрения и признания наилучших результатов учебной деятельности выпускников государственных образовательных организаций Орловской области, муниципальных и частных образовательных организаций, осуществляющих образовательную деятельность по имеющим государственную аккредитацию образовательным программам среднего общего образования на территории области. | Указ Губернатора Орловской области --- Награды Орловской области |

##### Наградные знаки Орловского областного Совета народных депутатов
| Изображение награды | Наименование награды                                                                                  | Дата учреждения   | Правила награждения | Источник                  |
| ------------------- | --- | ----------------- | --- | ------------------------- |
|                     | Почетный знак Орловского областного Совета народных депутатов «За вклад в развитие Орловской области» | 6 июля 2022 года  | Награждение Знаком является формой поощрения за выдающиеся заслуги в социально-экономическом, научно-техническом развитии Орловской области, государственном и муниципальном управлении, развитии парламентаризма в Орловской области, защите прав и свобод человека, развитии местного самоуправления, укреплении законности и правопорядка при исполнении служебных обязанностей, а также за выдающиеся достижения в сферах образования, здравоохранения, культуры, спорта, общественной, благотворительной и иной деятельности, направленной на всестороннее развитие Орловской области как субъекта Российской Федерации.                           | Награды Орловской области |
|                     | Памятная медаль Орловского областного Совета народных депутатов «За самоотверженность и патриотизм»   | 1 марта 2024 года | Медалью награждаются граждане Российской Федерации, иностранные граждане и лица без гражданства (далее — граждане) за: самоотверженность, патриотизм, отвагу и храбрость, проявленные при исполнении воинского, гражданского или служебного долга, а также за выполнение специальных заданий; смелые и решительные действия по обеспечению безопасности граждан, защиту конституционных прав граждан в условиях, сопряженных с риском для жизни; вклад в работу по патриотическому воспитанию молодежи, проявление патриотизма в общественной, служебной, военной и трудовой деятельности; благотворительную, волонтерскую и гуманитарную деятельность. | Награды Орловской области |